# カテリーナ・ゴルベワ
カテリーナ・ゴルベワ（Katerina Golubeva、1966年10月9日 - 2011年8月14日）は、ロシアの女優である。

## 経歴
1966年10月9日、サンクトペテルブルクに生まれる。1994年、クレール・ドゥニ監督の『パリ、18区、夜。』に出演する。1999年にはレオス・カラックス監督の『ポーラX』に出演した。2011年8月14日、パリにて死去。44歳没。

## フィルモグラフィー

### 映画
- パリ、18区、夜。（1994年）
- フュー・オブ・アス（1996年）
- ポーラX（1999年）
- 欲望の旅（2003年）
- 侵入者（2004年）